# جی۴اس

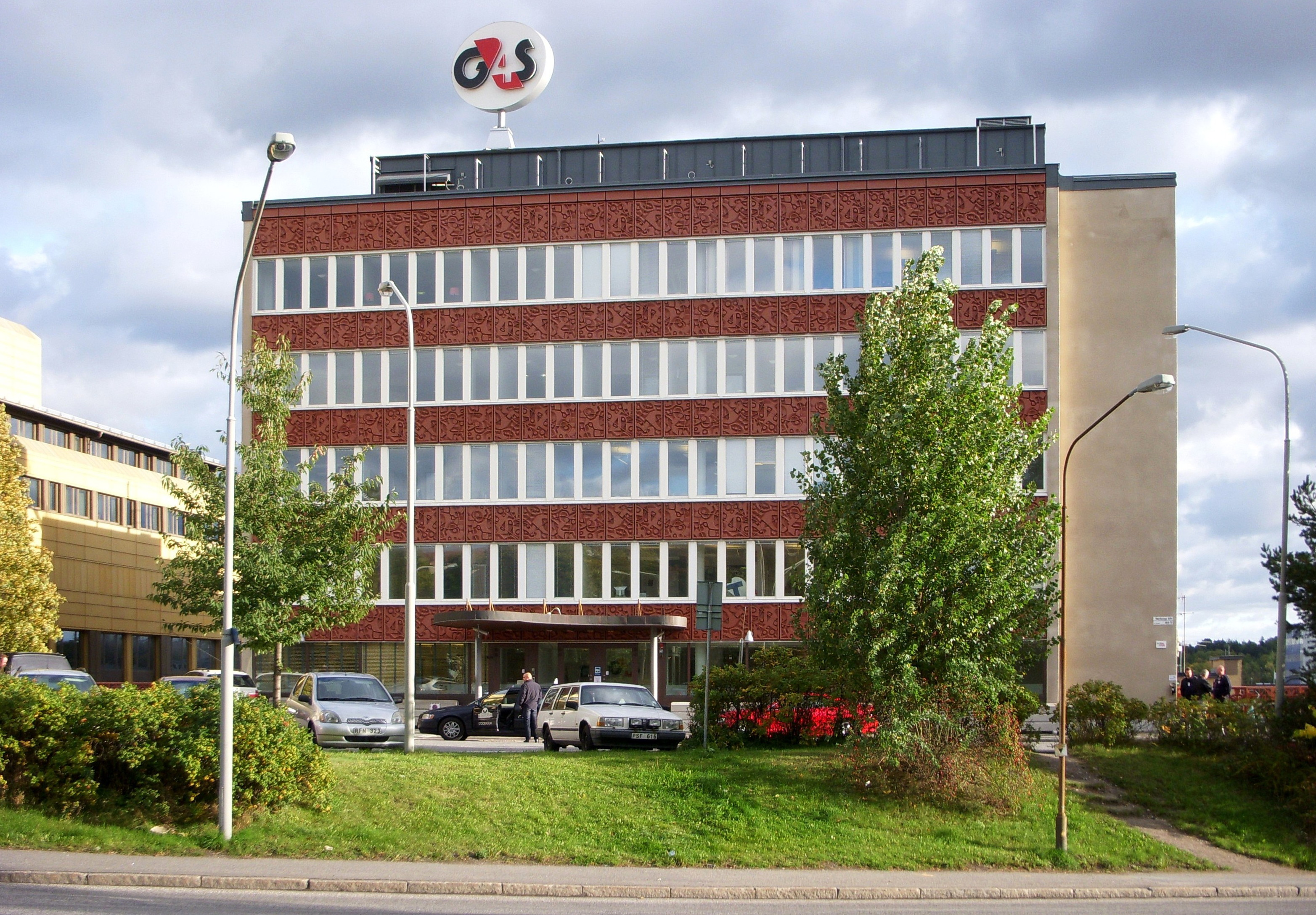
ساختمان اداری جی۴اس در استکهلم، سوئد

جی۴اس (به انگلیسی: G4S plc) شرکت خدمات امنیتی بریتانیایی و چندملیتی است، که دفتر مرکزی آن، در شهر کراولی، بریتانیا قرار دارد.
این شرکت در ۱۲۵ کشور جهان، دارای عملیات است. شرکت جی۴اس با در اختیار داشتن ۶۵۷ هزار پرسنل، سومین کارفرمای بزرگ خصوصی جهان، پس از شرکت‌های وال‌مارت و فاکس‌کان می‌باشد. این شرکت همچنین دارای بزرگترین یگان نیروهای مسلح خصوصی جهان می‌باشد، که برای نمونه مسئولیت اصلی امنیت بازی‌های المپیک ۲۰۱۲ لندن را بر عهده داشت.
شرکت جی۴اس علاوه بر حضور در مناطق جنگی و عرضه خدمات امنیتی در مناطق بحران زده، طراحی، ساخت و اداره زندان‌ها، تدارک مراکز پلیس و قرارگاه‌های پناهندگان را در ۱۲۵ کشور جهان، بر عهده دارد. بخشی از سهام شرکت جی۴اس در بازارهای بورس لندن و بورس اوراق بهادار کپنهاگ معامله می‌شود.